# Mesorhaga tristis
Mesorhaga tristis är en tvåvingeart som beskrevs av Ignaz Rudolph Schiner 1868. Mesorhaga tristis ingår i släktet Mesorhaga och familjen styltflugor.
Artens utbredningsområde är Colombia. Inga underarter finns listade i Catalogue of Life.